# Первое Мая (Кукморский район)
Первое Мая — поселок в Кукморском районе Татарстана. Входит в состав Ятмас-Дусаевского сельского поселения.

## География
Находится в северо-западной части Татарстана на расстоянии приблизительно 23 км на юг-юго-запад по прямой от районного центра города Кукмор.

## История
Основан в 1940-х годах.

## Население
Постоянных жителей было: в 1970 году — 189, в 1979—123, в 1989 — 57, 36 в 2002 году (татары 89 %), 30 в 2010.